# Heinrich Sellmer
Heinrich Otto Albrecht Erich Sellmer (Preetz, Sleeswijk-Holstein, 7 januari 1907 – aldaar, 1989) was een bestuurder van de Duitse politieke partij NSDAP en SS-officier, die in 1949 in Nederland werd veroordeeld wegens oorlogsmisdaden. 

## Biografie

### NSDAP-loopbaan
Heinrich Sellmer studeerde aanvankelijk economie. Na een stage als reizend verkoper brak hij echter zijn studie af, om voor de Nationaalsocialistische Duitse Arbeiderspartij (NSDAP) te gaan werken, als regionaal zaken- en propagandamanager in de regio van Plön in Holstein. In de tijd van de machtsovername in Duitsland door de NSDAP werd Sellmer hoofd-kantoorleider in de staf van Hitler’s gedeputeerde en vervolgens zakenmanager in de coördinerende staf van de partijkanselarij (Parteikanzlei) onder Martin Bormann, in Berlijn. Op 1 augustus 1940 werd Sellmer aangesteld als Gaustabsamtsleiter (bestuurder) van Gau Franconia, een regio gelegen in het tegenwoordige Beieren, waar hij werkte vanuit het hoofdkwartier in Neurenberg. Tijdens zijn werkzaamheden in Gau Franconia zou hij vanuit zijn functie betrokken zijn geweest bij de organisatie van de van staatswege opgelegde euthanasie van verstandelijk gehandicapten in zijn gebied.

### Nederlandse bezettingstijd
Tijdens de bezetting van Nederland kon nazi-Duitsland rekenen op de ervaring van hun loyale partijbestuurder Heinrich Sellmer om hun nationaalsocialistische bewind in Nederland te ondersteunen. Hij zou deel gaan uitmaken van de vriendenkring van NSB voorman Meinoud Rost van Tonningen, met wie hij correspondeerde en wederzijdse bezoeken aflegde.

#### Drenthe
Op 22 oktober 1941 werd Heinrich Sellmer door Arthur Seyss-Inquart, de Rijkscommissaris van het bezette Nederland, aangesteld als zijn Beauftragte (vertegenwoordiger of gevolmachtigde) in Drenthe. Hij toonde zich een nationaalsocialist van de harde lijn. Sellmer was actief betrokken bij de beleidsvorming rondom de Joodse werkkampen in deze provincie, alwaar Nederlandse Joden volgens de officiële lezing dwangarbeid moesten verrichten, maar welke kampen in werkelijkheid dienden als tussenstation voor verdere deportatie naar hun eindbestemming, de vernietigingskampen. Zo schreef hij op 8 maart 1942 in een maandbericht een verzoek om de Drentse Joden “schnellstens abzutransportieren”, omdat zij te veel contact met de Joden in het doorgangskamp Kamp Westerbork zouden hebben. In het kader van de Endlösung der Judenfrage werd Sellmer aanbevolen als een man die doortastend de drie noordelijke provincies Jodenvrij zou kunnen maken en naar tevredenheid alle twijfelgevallen rondom het Jodenvraagstuk zou kunnen aanpakken. In mei 1942 voerde hij een nieuw kampenreglement in, dat de bewegingsvrijheid (verder) beperkte en het ontvangen van aanvullende voedselpakketten verbood.
In mei 1943 was Sellmer er snel bij om zijn provincie aan te bieden als locatie voor de in te stellen verzamelkampen voor woonwagenbewoners, meer specifiek de Roma en Sinti. In samenwerking met de plaatselijke marechaussee had hij al bepaald, dat de woonwagenkampen in Assen, Westerbork, Meppel, Hoogeveen en Emmen het meest geschikt waren voor dit doel. Hij beoordeelde van deze locaties de bereikbaarheid als goed en vond dat de hygiënische voorzieningen van voldoende kwaliteit waren. De verzamelkampen zouden al spoedig het karakter van interneringskampen krijgen.

#### Noord-Brabant

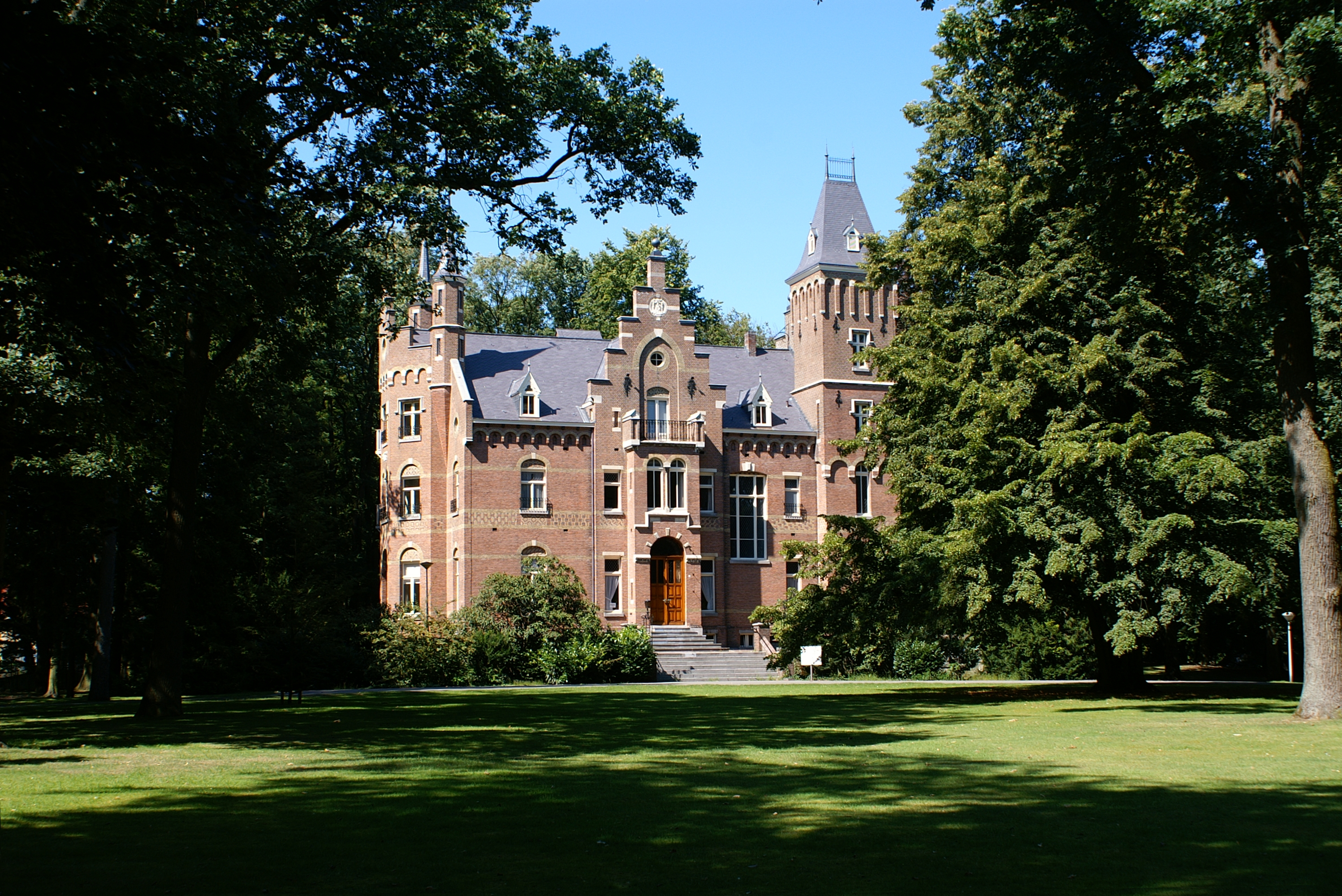
Landgoed Roucouleur in Vught, waar Sellmer residentie hield als Beauftragte in Noord-Brabant. Hier vond het verhoor plaats van zeven burgemeesters, die vervolgens naar concentratiekampen zouden worden afgevoerd.

Sellmer werd op 1 mei 1944 aangesteld als opvolger van de SS’er Robert Thiel in Noord-Brabant. Een aantal burgemeesters in Noord-Brabant weigerden medewerking aan de ‘Gemeinde-Aktion’, waarbij van hen werd verlangd dat zij de namen aandroegen van alle mannen in hun gemeenten die geschikt waren voor de Duitse arbeidsdienst. (Arbeitseinsatz) Thiel was er niet in geslaagd om hun verzet te breken en van Sellmer werd verwacht dat hij deze zaak zou oplossen. Door toedoen van Sellmer werden vervolgens in juli en augustus 1944 acht burgemeesters gearresteerd en verhoord. Daarna werden zij, zonder enige vorm van rechtspraak, via Kamp Vught afgevoerd naar concentratiekampen, alwaar zeven van hen de dood zouden vinden. Het zou vele jaren duren voordat hun families zekerheid kregen over hun lot. Zo vernamen de nabestaanden van burgemeester Henri van der Putt van Geldrop pas in oktober 1951 dat hij was omgekomen.
Namen van de gedeporteerde burgemeesters:
- K.L.H. van der Putt (Geldrop)
- Th.W. Serraris (Heeze)
- W.G.C.F. Wijtvliet (Bakel)
- M.Ch.O.M.R. Magnée de Horn (Bergeijk)
- J.W.A. Smulders (Oost-, West- en Middelbeers)
- H.A.J. Veeneman (Son en Breugel)
- H. Verheijen (Erp)

- G.J.A. Manders (Leende), was de enige van deze groep die het concentratiekamp overleefde.

#### Aktion Sellmer
Na Dolle Dinsdag (5 september 1944) vonden er tijdens de zogenoemde “Aktion Sellmer” plunderingen plaats in Amsterdam en Den Haag, waarbij voor miljoenen guldens aan goederen in beslag werden genomen. Daarbij ging het om textiel, kleding, schoeisel, medische instrumenten en hulpmiddelen. De buit werd in eerste instantie ter beschikking gesteld aan de Wehrmacht, waarna het restant werd afgevoerd naar Duitsland.

### Berechting
Na de Tweede Wereldoorlog zou Sellmer tijdens de Processen van Neurenberg verscheidene malen worden genoemd in het kader van het Artsenproces. Voor zijn mogelijke betrokkenheid bij de gedwongen euthanasie van verstandelijk gehandicapten in Duitsland is hij nooit vervolgd. Pas in 1949 moest Sellmer in Nederland verantwoording afleggen voor zijn oorlogsmisdaden. Hem werd ten laste gelegd dat hij verantwoordelijk was voor de dood van de zes burgemeesters in Noord-Brabant en voor de Aktion-Sellmer. Inzake zijn betrokkenheid bij de kampen in Drenthe ofwel de vervolging van Nederlandse Joden, Roma en Sinti werd geen aanklacht opgesteld. In 1949 vond de rechtszaak plaats voor het Bijzonder Gerechtshof in Amsterdam. De aanklager, Mr. F.P.T.H. Rohling, eiste zes jaar gevangenis. Heinrich Sellmer werd alleen voor de dood van de zes burgemeesters schuldig bevonden en werd veroordeeld tot twee jaar gevangenisstraf met aftrek van voorarrest. Na zijn celstraf keerde Sellmer terug naar zijn geboorteplaats, waar hij zich vestigde als zakenman.

### Militaire loopbaan
Sellmer was tevens officier van de Schutzstaffel, een paramilitaire organisatie van nazi-Duitsland.
- SS-Hauptsturmführer: 30 januari 1938
- SS-Obersturmbannführer: 9 november 1942

### Registratienummers
- NSDAP nr. 497 651 (lid in 1931)
- SS nr. 90 825